# Knut Frankman
Knut Josef Frankman, ursprungligen Johansson, född 22 december 1878 i Maria Magdalena församling i Stockholm, död där 30 juli 1951, var en svensk skådespelare.
Han är begravd på Skogskyrkogården i Stockholm.

## Filmografi
- 1923 – Andersson, Pettersson och Lundström
- 1925 – Två konungar
- 1925 – Karl XII del II
- 1926 – Mordbrännerskan
- 1927 – Spökbaronen
- 1928 – Janssons frestelse
- 1929 – Säg det i toner
- 1929 – Rågens rike
- 1932 – Kärlek och kassabrist
- 1933 – Pettersson & Bendel
- 1933 – Hemliga Svensson
- 1933 – Hälsingar
- 1933 – Vad veta väl männen
- 1934 – Sången om den eldröda blomman
- 1934 – Anderssonskans Kalle
- 1934 – Uppsagd
- 1934 – Fasters millioner
- 1934 – Flickorna från Gamla Sta'n
- 1934 – Hon eller ingen
- 1934 – Simon i Backabo
- 1935 – Ungdom av idag
- 1935 – Flickornas Alfred
- 1935 – Ebberöds bank
- 1935 – Bränningar
- 1935 – Flickor på fabrik
- 1935 – Munkbrogreven
- 1935 – Skärgårdsflirt
- 1935 – Ungkarlspappan
- 1936 – Äventyret
- 1936 – Johan Ulfstjerna
- 1936 – Släkten är värst
- 1936 – Alla tiders Karlsson
- 1936 – Familjen som var en karusell
- 1936 – Fröken blir piga
- 1936 – Kungen kommer
- 1936 – Samvetsömma Adolf
- 1937 – Klart till drabbning
- 1937 – Familjen Andersson
- 1937 – John Ericsson - segraren vid Hampton Roads
- 1937 – Ryska snuvan
- 1937 – Bergslagsfolk
- 1937 – Klart till drabbning
- 1937 – Odygdens belöning
- 1937 – Röda triangeln
- 1938 – Vingar kring fyren
- 1938 – Med folket för fosterlandet
- 1939 – Folket på Högbogården
- 1939 – Gläd dig i din ungdom
- 1939 – Mot nya tider
- 1939 – Sjöcharmörer
- 1940 – Hans Nåds testamente
- 1940 – Den blomstertid
- 1940 – Åh, en så'n advokat
- 1941 – Fransson den förskräcklige
- 1941 – Gentlemannagangstern
- 1942 – I gult och blått
- 1942 – Sol över Klara
- 1943 – Aktören
- 1943 – En flicka för mej
- 1943 – I mörkaste Småland
- 1943 – När ungdomen vaknar
- 1944 – Hemsöborna
- 1944 – Klockan på Rönneberga
- 1947 – Folket i Simlångsdalen
- 1948 – Janne Vängmans bravader
- 1948 – Lappblod
- 1948 – På dessa skuldror
- 1949 – Greven från gränden
- 1949 – Bara en mor
- 1949 – Stora Hoparegränd och himmelriket
- 1950 – Fästmö uthyres
- 1950 – Anderssonskans Kalle
- 1951 – Livat på luckan
- 1951 – Biffen och Bananen

## Teater

### Roller (ej komplett)
| År   | Roll            | Produktion                                                | Regi          | Teater                        |
| ---- | --------------- | --------------------------------------------------------- | ------------- | ----------------------------- |
| 1918 |                 | 4711, eller Skomakaregrabbens kärleksdryck, revy Ji-de-On |               | Pallas-Teatern                |
| 1921 |                 | Bröllopet på Solö Oscar Wennersten                        |               | Novilla                       |
| 1925 |                 | En piga bland pigor Ernst Fastbom                         | Axel Hultman  | Vanadislundens friluftsteater |
| 1925 |                 | Öregrund-Östhammar Selfrid Kinmansson                     | Axel Hultman  | Vanadislundens friluftsteater |
| 1928 | Anders          | Hennes lilla majestät Karl Gerhard                        |               | Hagateatern, Stockholm        |
| 1932 |                 | Nicklasson & Co. Ernst Berge                              | Ludde Gentzel | Vanadislundens friluftsteater |
| 1933 | Korvförsäljaren | Frans Fransson och son Ernst Berge                        | Thor Modéen   | Vanadislundens friluftsteater |
| 1933 |                 | Den tappre soldaten Schwejk Jaroslav Hašek                | Oscar Winge   | Södra Teatern                 |